# Рекогносцировка
Рекогносцировката (от думата на латински: recognosco – оглеждам) във военното дело е предварителен оглед на позициите на противника в района на предстоящите бойни (или учебни) действия. Извършва се лично от командира (командващия) и/или щабни офицери (както и от специално изпратени разузнавателни подразделения) за получаване на преимущество и приемане на решения, а в мирно време – при подготовка на учения и други действия.
Рекогносцировката в геодезията се състои в разглеждане и изследване на дадена местност или определена област от повърхността на Земята с цел избор и разположение на астрономически и геодезически опорни (триангулачни) точки необходими за привързването на извършената топографска снимка. Съпровожда се с поставянето на геодезически сигнали (пирамиди, вехи) установени върху опорните (триангулачни) точки и обезпечаване на видимост между тях, като се отчитат кривината на Земята, особеностите на релефа и местните препятствия.